# Ханза-Бранденбург W.19
Ханза-Бранденбург W.19 је немачки морнарички ловац-извиђач који је производила фирма Бранденбург. Први лет авиона је извршен 1917. године. 

Авион је ушао у немачко наоружање почетком 1918.
Највећа брзина у хоризонталном лету је износила 151 km/h. Размах крила је био 13,80 метара а дужина 10,65 метара. Маса празног авиона је износила 1435 килограма а нормална полетна маса 2005 килограма. Био је наоружан са два синхронизована митраљеза ЛМГ 08/15 Шпандау (LMG 08/15 Spandau) калибра 7,92 mm.

## Наоружање
| Наоружање авиона: Ханза-Бранденбург |      |
| Ватрено (стрељачко) наоружање       |      |
| Топ                                 |      |
| Митраљез                            |      |
| Број и ознака митраљеза             | 2    |
| Калибар                             | 7,92 |
| Бомбардерско наоружање (бомбе)      |      |
| Ракетно наоружање (ракете)          |      |